# Chézery-Forens
Chézery-Forens è un comune francese di 433 abitanti situato nel dipartimento dell'Ain della regione dell'Alvernia-Rodano-Alpi.
Chézery-Forens nasce ufficialmente nel 1962 con l'unione dei villaggi di Chézery e Forens.
Il suo territorio è bagnato dal fiume Valserine.

## Società

### Evoluzione demografica
Abitanti censiti